# 빌 팩스턴
빌 팩스턴(영어: Bill Paxton, 1955년 5월 17일 ~ 2017년 2월 25일)은 미국의 배우 및 영화 감독이다. 2017년 2월 14일 심장 판막과 대동맥 수술을 받았고 이로 인한 합병증이 뇌졸중을 유발하여 2월 25일 사망했다. 그의 유해는 할리우드 힐스의 포레스트 론 공원묘지(Forest Lawn Memorial Park)에 안장되었다.

## 출연 작품
- 심플 플랜
- 마이티 조 영
- 트루 라이즈
- 타이타닉
- 버티컬 리미트
- 네이비 실
- 에일리언 2
- 트위스터
- 툼스톤
- 더 서클
- 엣지 오브 투모로우